# Сумнівайся в авторитеті
«Сумнівайся в авторитеті», «Поставте авторитет під сумнів» (англ. Question authority) — популярний слоган, який часто використовують на наклейках на бамперах, футболках, значках і графіті. Слоган був популяризований суперечливим психологом Тімоті Лірі, хоча дехто припускає, що ідею гасла можна простежити до давньогрецького філософа Сократа. Одна з найвпливовіших ікон контркультурного руху, який сформувався наприкінці 1960-х років через опозицію до ескалації війни у В’єтнамі, Лірі здобув вплив серед більшої частини молоді, пропагуючи вживання ЛСД, який у Сполучених Штатах був криміналізований у 1966 – як спосіб порятунку від тягарів суспільства. Після Вотергейтського скандалу, який призвів до відставки президента США Річарда Ніксона та засудження кількох чиновників в адміністрації Ніксона, це гасло стало, мабуть, найбільш прийнятною формою ідеології серед бебі-бумерів.
Він покликаний заохотити людей уникати хибних звернень до влади . Цей термін завжди символізував необхідність приділяти увагу правилам і нормам, оприлюдненим урядом для своїх громадян. Однак психологи також критикували метод Лірі, який ставив під сумнів авторитет, і стверджували, що він призвів до широко поширеної дисфункціональності. Психологи Беверлі Поттер і Марк Естрен у своїй книзі «Сумнівайтеся в авторитеті, думайте самі» (Question Authority, Think For Yourself) стверджували, що застосування філософії Лірі підвищує особистий інтерес людини і значно послаблює здатність співпрацювати з іншими.

Однак філософія Лірі була передбачена в концепції К. Райта Міллса в його книзі «Владна еліта» (англ. The Power Elite) 1956 року.
Влада формально належить "народу", але фактично влада ініціації належить невеликим групам людей. Саме тому стандартна стратегія маніпуляції полягає в тому, щоб створити видимість того, що народ, або принаймні його велика група, "дійсно ухвалила рішення". Ось чому навіть за наявності влади люди, які мають до неї доступ, можуть віддавати перевагу таємним, більш тихим способам маніпуляції.
Раніше Міллс зазначав, що «саме в цьому змішаному випадку — як і в проміжній реальності сучасної Америки — маніпулювання є основним способом здійснення влади». 